# 北角官立小學
北角官立小學（英語：North Point Government Primary School）是一所位於香港北角英皇道的官立小學，並在2006-2007年度全校由半日制轉為全日制。

## 校舍設施
樓高3層，除教員室及33個課室外，另設有音樂室、電腦室、禮堂、操場、三角操場、有蓋操場、英語世界。全校已無線網絡化，另所有課室及特別室等均有冷氣設備。2004年中，學校的停車場位置進行學校改善工程（SIP）。2006年落成後，新翼大樓樓高8層，分別設有多用途活動室、會議室。

## 課外活動
施行「一生一體藝」政策，學生參與最少一項體育及藝術項目，為培養個人興趣及升學打穩基礎。除校內課外活動，課餘興趣班包括：舞蹈、管弦樂團、鼓樂、龍獅、魔術、跆拳道、籃球、游泳、圍棋、水墨畫、乒乓球及花式跳繩等。
此外，北角官立小學還推行「聯課活動」，在每個星期五上課，包括有：合唱團、各項手工、程式設計、扭氣球等，讓學生學會更多課外知識。

## 校訓
中文
全人發展
才德並重
致知創新
仁厚擇善
英文
We Pledge to
Nurture the whole person to
Pursue excellence in all endeavours,
Grow strong in mind and body,
Persevere in times of hardship, and
Seek truth and beauty for all.

## 著名/傑出校友
- 張學友：香港著名男歌手
- 阮品強：香港前中西區區議員（1955年小六）[1]
- 吳秋北：香港立法會議員（香港島東）
- 譚詠麟：香港男歌手
- 張家朗：香港劍擊運動員
- 吳詠瑢：香港女子羽毛球運動員
- 劉銳紹：香港時事評論員
- 李國麟：前香港立法會議員
- 呂珊：香港女藝人
- 楊家聲：前香港房屋協會主席
- 杜景福：駐華大使館公使及駐上海總領事館代理館長
- 蕭若元：香港傳媒工作者[2]
- 歐陽英昌：前伊斯蘭脫維善紀念中學校長（1956年小六上午校）[3]

## 外部連結
- 北角官立小學（页面存档备份，存于）